# Valentin Nikolaïev (football)
Pour les articles homonymes, voir Valentin Nikolaïev et Nikolaïev.
Valentin Aleksandrovitch Nikolaïev (en russe : Валентин Александрович Николаев) (né le 16 août 1921 à Yeorosovo en URSS et décédé le 9 octobre 2009 à Moscou) était un joueur de football et entraîneur soviétique, qui jouait au poste d'attaquant.

## Biographie

### Carrière internationale
Nikolaïev fait ses débuts avec l'équipe d'URSS le 20 juillet 1952 lors d'un match des jeux olympiques d'été de 1952 contre la Bulgarie.

### Carrière d'entraîneur
En tant qu'entraîneur, il prendra la charge de la sélection soviétique entre octobre 1970 et la fin de 1971.

## Statistiques de joueur
| Saison                | Club                  | Championnat           | Championnat | Championnat | Coupe(s) nationale(s) | Coupe(s) nationale(s) | Total | Total |
| Saison                | Club                  | Division              | M.          | B.          | M.                    | B.                    | M.    | B.    |
| 1940                  | CDKA Moscou           | D1                    | 25          | 5           | -                     | -                     | 25    | 5     |
| 1941                  | CDKA Moscou           | D1                    | 9           | 2           | -                     | -                     | 9     | 2     |
| 1943                  | CDKA Moscou           | -                     | 6           | 6           | -                     | -                     | 6     | 6     |
| 1944                  | CDKA Moscou           | -                     | 10          | 8           | 5                     | 4                     | 15    | 12    |
| 1945                  | CDKA Moscou           | D1                    | 22          | 11          | 5                     | 4                     | 27    | 15    |
| 1946                  | CDKA Moscou           | D1                    | 22          | 16          | 2                     | 1                     | 24    | 17    |
| 1947                  | CDKA Moscou           | D1                    | 24          | 14          | 4                     | 0                     | 28    | 14    |
| 1948                  | CDKA Moscou           | D1                    | 22          | 10          | 6                     | 3                     | 28    | 13    |
| 1949                  | CDKA Moscou           | D1                    | 18          | 6           | 4                     | 5                     | 22    | 11    |
| 1950                  | CDKA Moscou           | D1                    | 31          | 9           | 3                     | 3                     | 34    | 12    |
| 1951                  | CDSA Moscou           | D1                    | 25          | 7           | 7                     | 3                     | 32    | 10    |
| 1952                  | CDSA Moscou           | D1                    | 3           | 1           | -                     | -                     | 3     | 1     |
| Sous-total            | Sous-total            | Sous-total            | 217         | 95          | 36                    | 23                    | 253   | 118   |
| 1952                  | SK Kalinine           | D1                    | 4           | 2           | -                     | -                     | 4     | 2     |
| 1953                  | MVO Moscou            | D1                    | 6           | 1           | -                     | -                     | 6     | 1     |
| Sous-total            | Sous-total            | Sous-total            | 10          | 3           | -                     | -                     | 10    | 3     |
| Total sur la carrière | Total sur la carrière | Total sur la carrière | 227         | 98          | 36                    | 23                    | 263   | 121   |

## Palmarès

### Palmarès de joueur
CDSA Moscou
- Champion d'Union soviétique en 1946, 1947, 1948, 1950 et 1951.
- Meilleur buteur du championnat soviétique en 1946 (16 buts) et 1947 (14 buts).
- Vainqueur de la coupe d'Union soviétique en 1945, 1948 et 1951.
- Membre du Club Grigori Fedorov (en) avec 111 buts marqués dans le cadre des compétitions soviétiques.

### Palmarès d'entraîneur
CSKA Moscou
- Champion d'Union soviétique en 1970.

 Union soviétique espoirs
- Champion d'Europe espoirs en 1976 et 1980.